# Henschleben
Henschleben é uma localidade e antigo município da Alemanha localizado no distrito de Sömmerda, estado da Turíngia.
Pertence ao Verwaltungsgemeinschaft de Straußfurt. Desde dezembro de 2019, forma parte do município de Straußfurt.